# Iskra Peak
Der Iskra Peak (englisch; bulgarisch връх Искра wrach Iskra) ist ein teilweise unvereister und 850 m hoher Berg an der Oskar-II.-Küste des Grahamlands auf der Antarktischen Halbinsel. Er ragt 8 km südsüdöstlich des Mount Walker, 3,8 km westsüdwestlich des Duhla Peak und 7 km nordöstlich des Dugerjav Peak aus den südöstlichen Ausläufern des Forbidden Plateau auf. Der Paspal-Gletscher liegt westlich und südlich, einer dessen Nebengletscher östlich von ihm.
Britische Wissenschaftler kartierten ihn 1978. Die bulgarische Kommission für Antarktische Geographische Namen benannte ihn 2013 nach Ortschaften im Norden, Nordosten, Südosten und Süden Bulgariens.